# Gadoufaoua
Gadoufaoua est un site archéologique et paléontologique situé au sommet de la formation d'Elrhaz (à 150 km au Sud-Est d'Agadez), elle même située dans le désert de Ténéré. 

## Présentation

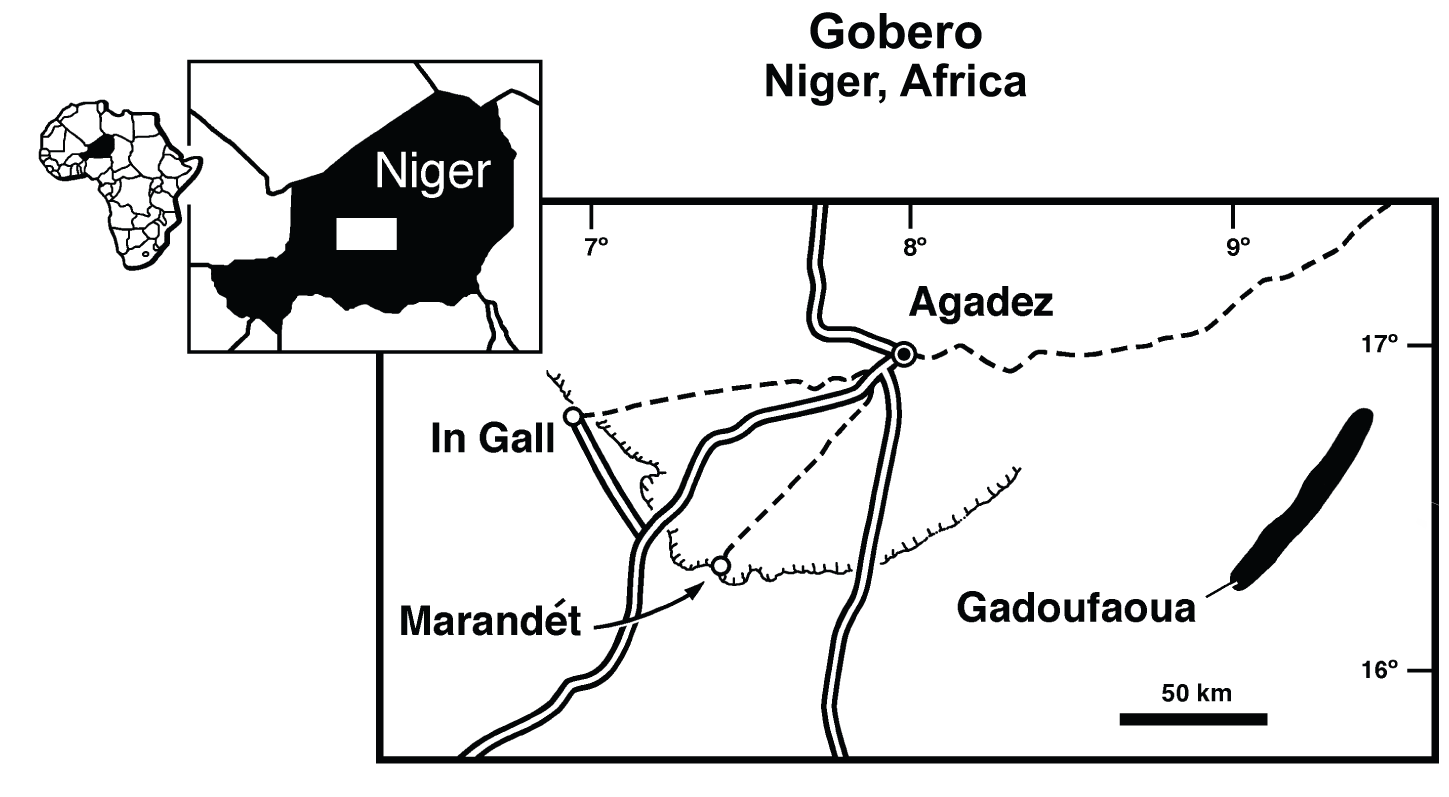
Localisation

Il est connu pour son gisement important de fossiles, dont le plus connu est Ouranosaurus.
Il a notamment été découvert un fossile, presque complet, de Sarcosuchus imperator, plus connu sous le nom de « super-croc » et découvert par le paléontologue américain Paul Sereno.

## Découvertes
Les archéologues y ont découvert les restes d'une civilisation humaine datant de 10 000 ans.